# Noureddine Delleci
Noureddine Delleci (parfois orthographié Delci),  dit Rachid,  né le  18 novembre 1928 à Blida et mort le 11 novembre 2020, est un homme politique algérien.
Résident au Maroc, il rejoint l'école des cadres de l'ALN à Oujda en 1957 avant d'intégrer l'État-major général (EMG) du colonel Boumediene.
En 1962, il intègre l'exécutif provisoire, d'abord comme secrétaire général puis comme chargé du commerce intérieur. Après avoir exercé comme directeur du commerce extérieur au sein des deux premiers gouvernements d'Ahmed Ben Bella, il deviendra ministre du commerce en 1964 et ce jusqu'en 1969.
Par la suite, il occupe des postes d'ambassadeur au Maroc puis en Tchécoslovaquie jusqu'en 1984.

## Fonctions
- mai 1962 - juillet 1962 : Secrétaire Général de l'exécutif provisoire
- juillet 1962 - septembre 1962 : Chargé du commerce intérieur auprès du délégué aux affaires économiques
- septembre 1962 - décembre 1964 : Directeur du commerce extérieur
- décembre 1964 - juin 1969 : Ministre du commerce
- juin 1969 - mars 1976 : Ambassadeur au Maroc
- juillet 1978 - août 1984 : Ambassadeur en Tchécoslovaquie